# 수렵견

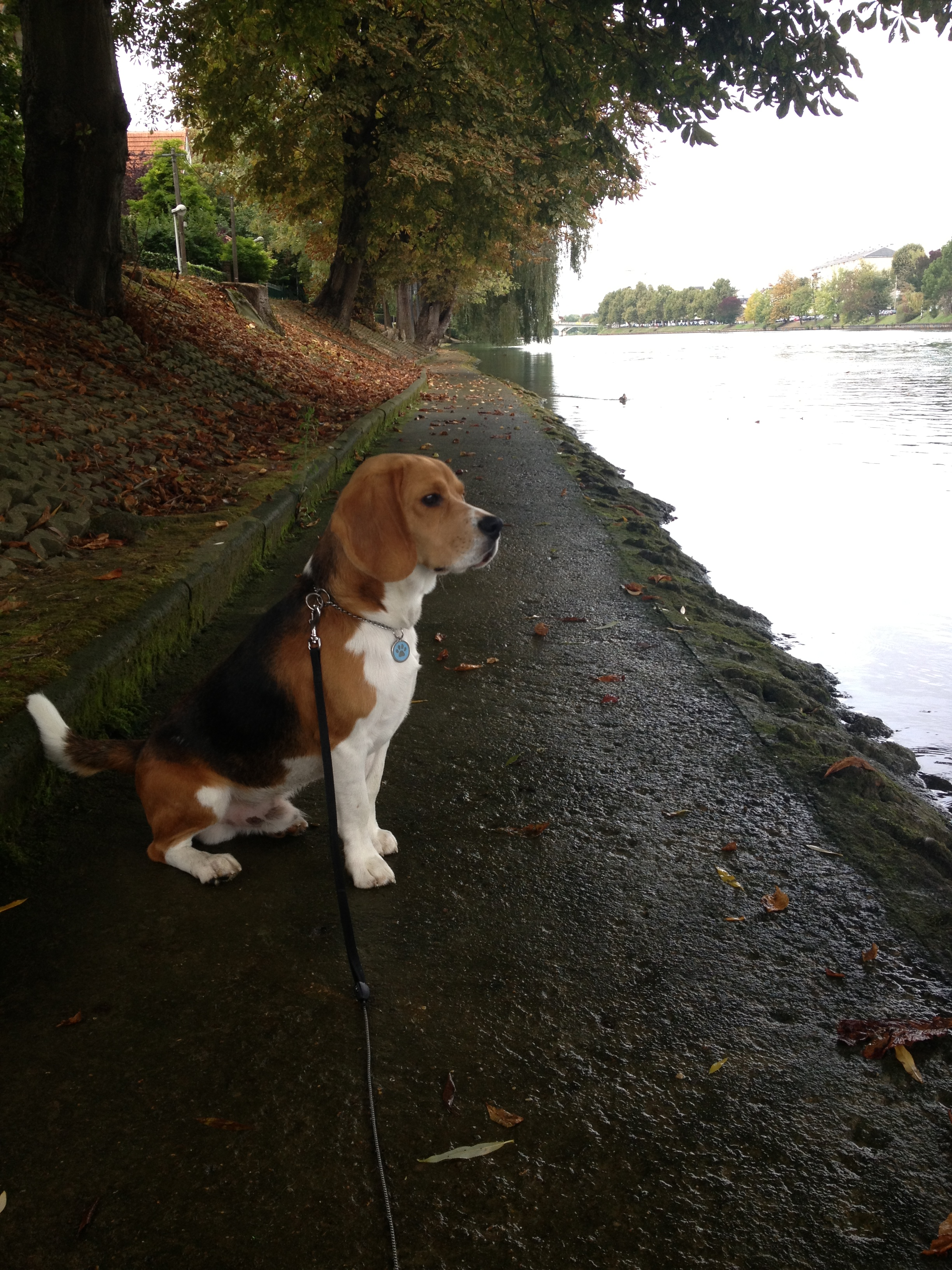
비글은 수렵견의 일종이다.

수렵견(獸獵犬, hound 하운드[*])는 사냥개의 일종이다. 뛰어난 시각과 후각을 바탕으로 들짐승을 직접 쫓거나 사냥감을 회수한다. 수렵견은 크게 시각 하운드와 후각 하운드로 나뉜다.

## 같이 보기
- 사냥개
- 후각 수렵견
- 시각 수렵견